# Kościół św. Macieja Apostoła w Zabrzu
Kościół świętego Macieja Apostoła – rzymskokatolicki kościół parafialny należący do dekanatu Zabrze diecezji gliwickiej. Znajduje się w zabrzańskiej dzielnicy Maciejów.
Budowę świątyni prowadził proboszcz parafii św. Andrzeja w Zabrzu – ksiądz Oskar Golombek. Projekt świątyni został wykonany przez architekta Felixa Hinssena z Nysy. Budowa została zlecona mistrzowi budowlanemu Johannowi Golleni z Zabrza. Na mocnym i głębokim na 3,5 metrów fundamencie został osadzony drewniany stelaż konstrukcji połączony ze sobą dużymi belkami złączonymi nitami. Przestrzeń została zapełniona supremą oraz betonową zaprawą. Do świątyni o wymiarach 42 x 14 metrów i prezbiterium o wymiarach 7,5 x 7,6 metrów Jest dobudowana murowano-drewniana wieża o wysokości 27 metrów (skrócona po przejściu wichury w 1948 roku). Stropy zostały pokryte drewnianymi płytami. W ten sposób świątynia nawiązywała do tradycyjnych na Górnym Śląsku starych świątyń drewnianych. Suma kosztów budowy została oszacowana na 85 tysięcy marek, a wszystkie należności zostały spłacone do końca 1939 roku. Świątynia została pobłogosławiona przez księdza dziekana Josefa Benneka w dniu 20 grudnia 1936 roku. Mimo przyjętych rozwiązań konstrukcyjnego, na skutek szkód górniczych świątynia uległa poważnym uszkodzeniom, z powodu których aż do 1963 roku budowla pozostawała w stanie surowym. W 1964 roku rozpoczął się generalny remontu. W listopadzie 1986 roku do świątyni została dobudowana wieża, natomiast w latach 1987–1988 zostały kupione dla świątyni nowe dzwony.